# モーテル

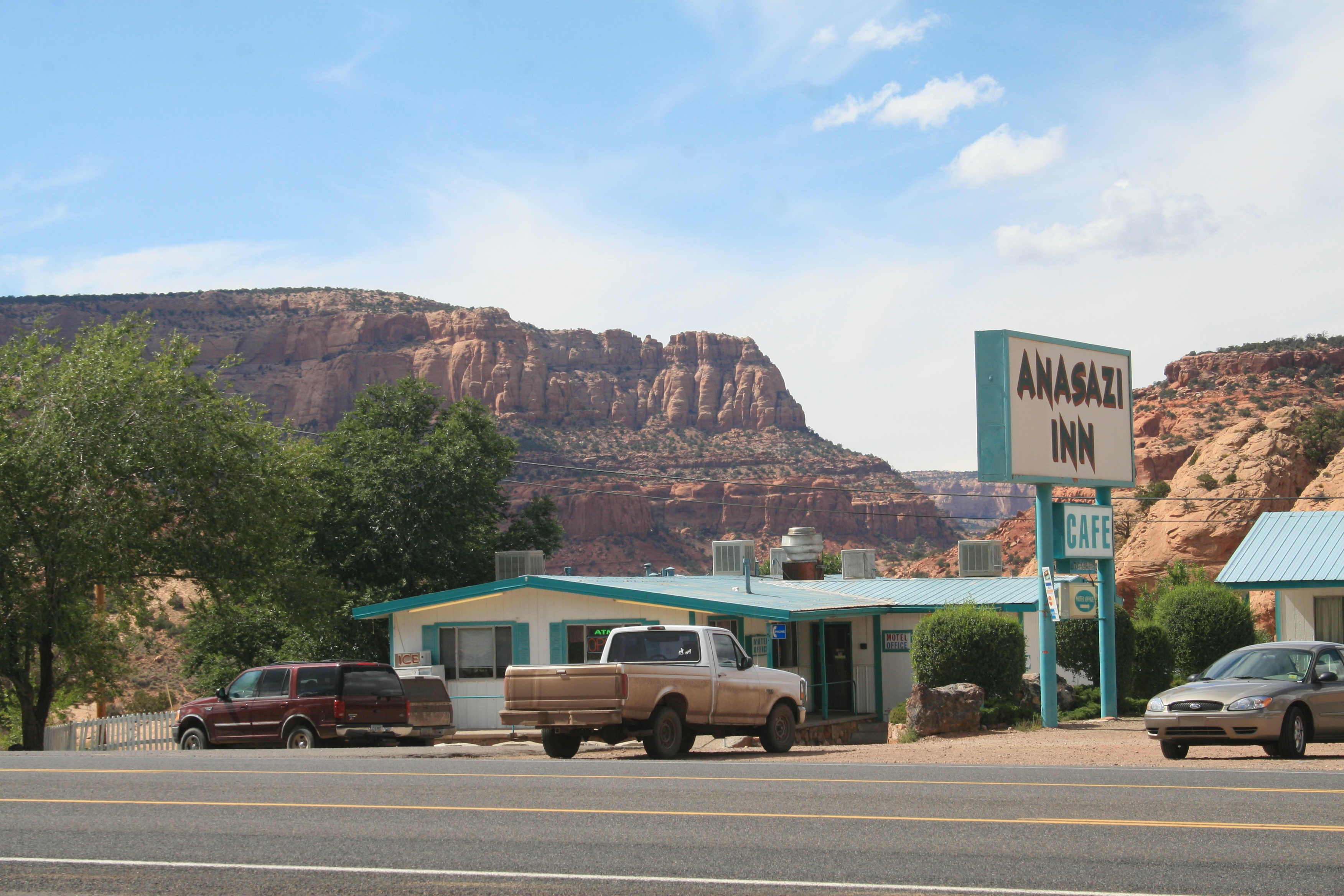
米国アリゾナ州のモーテル

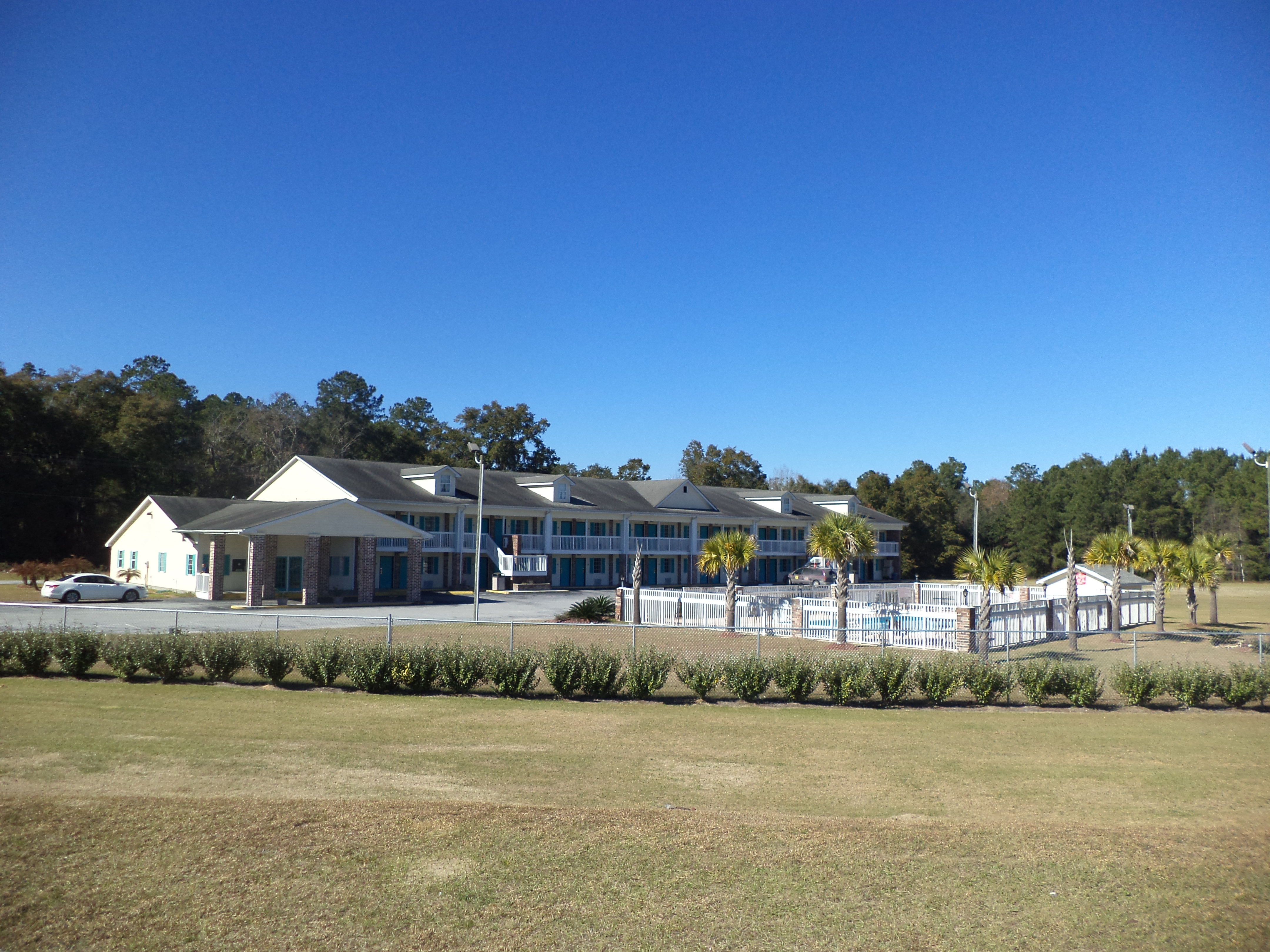
米国ジョージア州のモーテル、Motel6

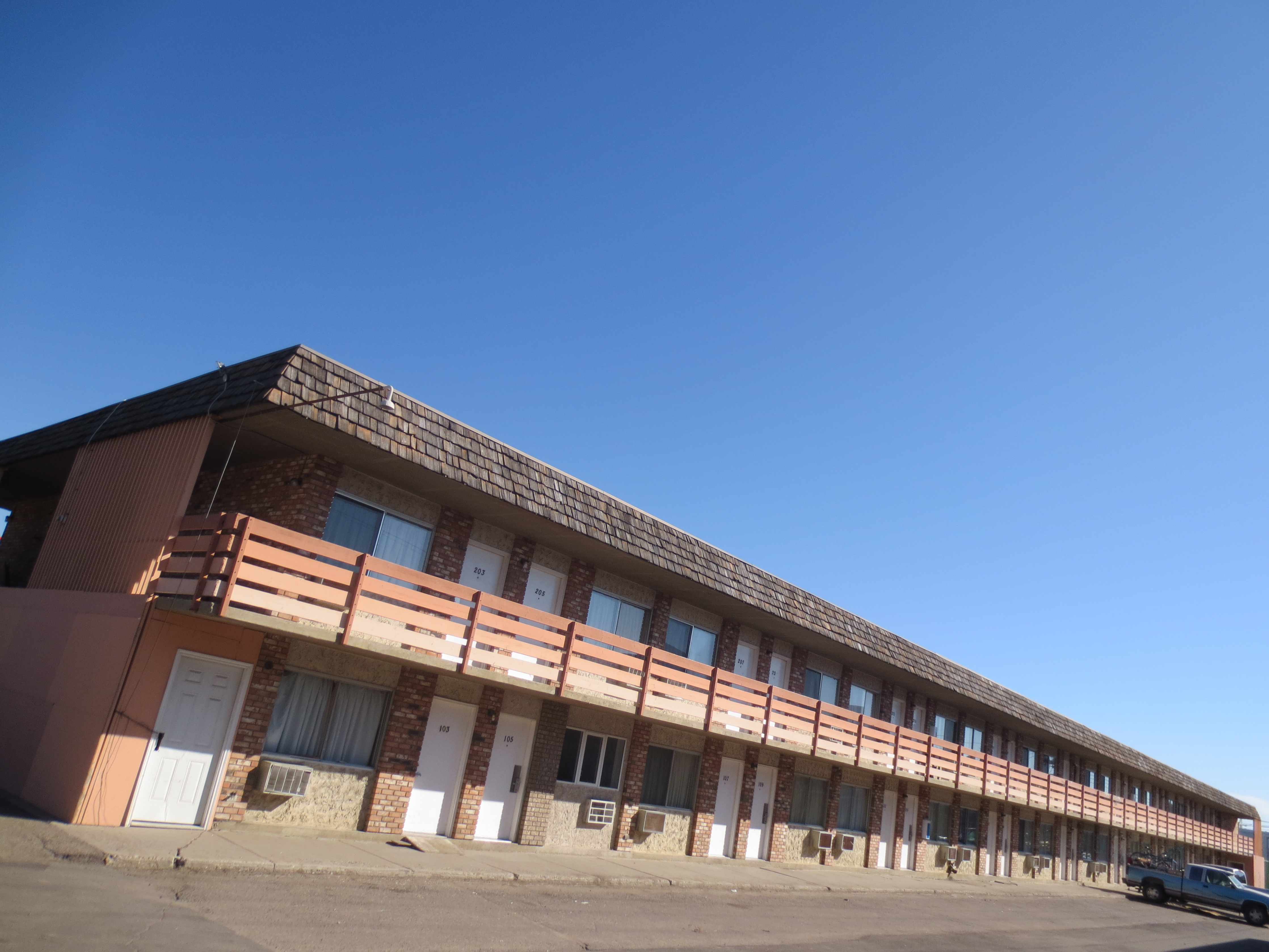
カナダ、サスカトゥーンのモーテル

モーテル（英: motelあるいはmotor lodge）とは、自動車で移動する人のためのホテルで、道路沿いにあり、低層に並べられた客室群を備え、客室に面して駐車場があるもの。

## 概要
客用の駐車場（および、場合によってはそれに続くフロントなどの共用施設）に面して一続きの宿泊棟が建ち、客室のドアが駐車場に向かって並んでいるようなタイプのホテルを指す。また、駐車場に向かって客室のあるキャビンやコテージなどが並ぶタイプのものもある。荷物を客室まで運ぶポーターはいないかわり、宿泊客は自分の客室のドアの前に自動車を停めて荷物を運び入れることができる。価格は手ごろで荷物運びはセルフサービスとなっており、部屋はセミダブルベッドのツインルームなど広々としている。
この語は「自動車」（motor）と「ホテル」（hotel）のかばん語、あるいは「自動車運転者のホテル」（motorists' hotel）の略であり、英語辞書に載ったのは第二次世界大戦の後である。
アメリカ合衆国では（20世紀初頭にフォード・モデルTが安価に大量生産されるようになったことなどをきっかけとして）世界にさきがけてモータリゼーションが急速に進み、全国的な国道網が1920年代から建設され始め、同時に庶民の間でも長距離の自動車旅行が一般的になり始めた。このため、道中で泊まるための幹線道路から車を乗り付けやすい宿泊施設が求められるようになり、モーテルというタイプの宿泊施設が急速に成長することになった。
（モータリゼーション以前に主流だった）主に鉄道利用者を想定したホテルと このモーテルとの相違点は、旧来型のホテルの多くが鉄道駅の近くに立地し、駐車場が無いものも多く、都市部に多く、高層の建築物になる傾向があるのに対し、モーテルは郊外などの幹線道路沿いに建つ傾向があり、必ず駐車場を完備しており、1～2階程度の低層建築物であることである。また、旧来型のホテルは客室のドアが屋内の廊下に面しているのに対して、モーテルは客室のドアが駐車場に面し、直接 屋外に面している、という相違点もある。
利用客層に限れば、近年の日本の、ビジネスマンだけでなく観光客などさまざまな層に利用されている幹線道路沿いのビジネスホテルに少し似ている面もあるが、駐車場と客室の位置関係や客室の内部などは異なっている。

## 歴史

サンルイスオビスポにあったモーテル・イン（1976年撮影）。1925年に開業し1991年に閉館した

モーテルというコンセプトのホテルは、1925年にアーサー・ハイネマンによりロサンゼルス北方のサンルイスオビスポに建設されたモーテル・イン（Motel Inn）が始まりであった。当時のアメリカは道路事情も悪く、現在よりも自動車旅行に時間がかかり、ホテルや駐車場を見つけられないドライバーは路肩やキャンプ場でテントを張るか車内で寝ることもあった。自宅を自動車旅行者のためにベッド・アンド・ブレックファストとして貸したりする者も多く、ジム・クロウ法で人種隔離されていたため普通のホテルに泊まれない有色人種のために南部の黒人が自宅を提供するようなこともあった。ハイネマンがサンフランシスコとロサンゼルスの間に作ったホテルはこうしたドライバーの需要を見込んだものだった。屋根に「マイルストーン・モーター・ホテル」という文字看板が入りきらないため、「モーター・ホテル」を略してモーテルと名付けたという。
モーテル以前のオートキャンプ場や旅人宿とは異なり、モーテルは全米各地で均一で均質な外観を呈するに至った。宿泊棟はI字型、あるいはL字型かU字型の間取りで、駐車場に面して客室のドアが一列に並ぶ。駐車場の入口付近に管理人のオフィスと受付、場合によっては小さな食堂（ダイナー）が配置された。第二次世界大戦後には、モーテルは走行中の客の目に止まりやすいようなきらびやかで大きなネオンサインを出すようになった。これらにはカウボーイやインディアンなど西部らしいモチーフや、宇宙船や原子力など当時流行のモチーフが使われるグーギー建築の特徴がある。夫婦で経営する小規模経営のモーテルは全米の都市郊外の道路沿いに立ち並び、真新しい車でアメリカ横断旅行に出る自動車愛好家らが泊まっていった。
- ミネソタ州ディルワースにあるスターライトモーテル。1950年代に多く建てられたL字型の客室棟の典型例
- サウスダコタ州カスターのモーテルのロビー。典型的なモーテルの受付部分
- ワシントン州のコロンビア川の高速道路の橋のたもとにあったモーテルのプール。この様にプールを設けたモーテルも多かった
- ニューメキシコ州アラモゴルド。宇宙開発競争時代を思わせるデザインの看板

1952年にテネシー州メンフィスにケモンズ・ウィルソンが家族旅行向けの安くてサービスのいいモーテル「ホリデイ・イン」を開業し全米に展開させるようになり、個人経営のモーテルは大手モーテルチェーン経営の大型モーテル進出によって衰退し始めた。さらに州間高速道路の整備などで従来の国道沿いのモーテル街が衰退する一方、都市ホテルチェーンが高速道路沿いや空港近くに、自動車旅行者向けの安価なブランドのホテルを進出させ、モーテルとホテルの境界は次第に曖昧になった。しかし現在でも、古い国道沿いには5部屋程度の規模の小さな家族経営のモーテルが見られる。アメリカ合衆国ナショナル・トラストなどの組織が、国道66号線（ルート66）沿いのモーテル全盛期のモーテル街などを、危機に瀕する歴史的建築として保存する動きもみられる。
- アリゾナ州ホルブルックのウィグワム・モーテル。インディアンのテント風のコテージに、宿泊客の車が横付けされている
- 同じくウィグワム・モーテルの受付
- ホリデイインの看板（グレートサイン）。1950年代から1970年代にかけて全米の道路沿いにこのような看板とともにホリデイインが展開した。1982年、より安価に建てられるサインの導入によりグレートサインは徐々に姿を消していった
- メンフィスのロレイン・モーテル。1968年、マーティン・ルーサー・キング・ジュニアは遊説活動中にこのモーテルの306号室前のバルコニーで暗殺された。現在は国立公民権博物館として利用されている

## 長期滞在と時間単位の滞在
モーテルの中には、長期滞在者のために客室に小さなキッチンを設けるものもある。アメリカではアパートに住む余裕のない人や家を追い出されたような人の中には、家賃の安いモーテルで生活する人もいる。
またラテンアメリカや東アジアでは一泊のほかに時間単位でも部屋を貸すモーテルもあり、デート中やドライブ中のカップルの性的交渉のために貸し出されている。メキシコでは「Motel de paso」、アルゼンチンでは「albergue transitorio」、チリでは「moteles parejeros」などと呼ばれ、ブラジルやコロンビアではモーテルを使うのはほぼすべてこうしたカップルである。フランスやベルギーにも「hôtels de passe」という短時間用のモーテルがある。（なお日本では郊外の道路やインターチェンジ付近に駐車場を備えたラブホテルが多数ある。）フィリピンでは保守的カトリック団体が（人々の性的な堕落を防止するために）モーテルに対し時間単位の滞在をやめさせる運動を行い、マニラでは運動を成功させた。
モーテルと高速道路網は、犯罪容疑者にとっては逃避行を容易にするものであり、離れた土地を転々として簡単な手続きのモーテルで泊まりながら潜伏する者もいる。かつてはクレジットカードの決済に日数がかかりモーテルで容疑者が支払いをしたという情報を警察が得た頃には容疑者はチェックアウト後であったが、1993年以降連邦捜査局（FBI）はクレジットカードの支払と同時に容疑者データベースと照合するシステムを稼働させている。その他、現金払いの客に対しては合衆国発行のIDカード（「Real ID」制度導入により出来たもの。該当する証明書は右上に黄色い星のマークが入っている）を見せるようモーテルに指導したり、地元警察がモーテルを巡回するような活動も行われている。

## 日本におけるモーテル
戦後のモータリゼーションの発展とともにマイカーが普及し、日本にも個々の客室ごとに車庫を備えたワンルーム・ワンガレージ式の宿泊施設が作られるようになった。客室ごとに一棟となったコテージ式もあったが、基本的には1階の駐車場に車を止め、2階の客室へ直通する方式が主流だった。
このような自動車利用が可能な「連れ込み宿」を指してモーテルと呼ばれることが多かった。海外のモーテルとの大きな違いは、自動会計機や目隠しのついた小窓などで会計するなど、入室から退室まで従業員や他人と一切顔を合わせることが無い点にある。
日本においてアメリカ式のモーテルに類似した形態のホテルを展開するチェーンとして、ファミリーロッジ旅籠屋が存在する。また幹線道路沿いに駐車場を備えたビジネスホテルが建てられていることもある。
日本のモーテルの元祖には、1957年に初めて熱海にモーター・ホテルが開業したという説や、同時期に名古屋に開業した「カーホテル」が存在していたという説、警視庁の『昭和四十八年警察白書』にある昭和34年に箱根に開業した「モーテル・箱根」など諸説ある。完全なワンルーム・ワンガレージ式のモーテルは石川県加賀市郊外に1963年に開業した「モテル北陸」と言われる。モテル北陸は設計段階からアメリカのモーテルを意識して作られ、家族やグループ用の大部屋やレストランも備えていた。モテル北陸は観光客の利用を想定して作られたが、実際の客層はカップルが大半だったことから、カップル客に照準を定めた日本独特のモーテル「モテル京浜」が1968年に横浜に作られた。以後日本全国に同様のホテルが急増することになる。
1969年に警察庁から「モーテルの実態と問題点」という報告書が提出され、顔を見られずに利用できる営業方法が売春や凶悪犯罪に利用されやすい構造として問題視されるようになった。1972年には風俗営業等取締法の改正により、モーテル営業に規制が加えられ、条例に反する地域でのモーテル営業はできなくなった。地域住民の反対のある地域から姿を消していくことになる。しかし、法律上モーテルに該当しない「類似モーテル」が出現し、ラブホテルとの区別は曖昧であった。
近年では、このような意味のモーテルという用法は廃れたが、現在でもタウンページ（業種別電話帳）では「モーテル・ラブホテル」で一つの業種とされるなど、一部に名残がみられる。なお、ラブホテル運営企業の業界団体である「（一社）日本レジャーホテル協会」 は、2015年5月までは「（一社）日本自動車旅行ホテル協会」という名称であった。

## 韓国におけるモーテル
韓国では、部屋にトイレやシャワーあるいは浴室の設備がある韓国式旅館は従来「○○荘旅館」と名乗っていたのが、近年「○○モーテル」への改称が進んでいる。一般の観光客を中心とする宿泊者が主な宿泊層のモーテルもあれば、外観も内装も主な宿泊層も日本のラブホテルと同様のモーテルもあるが、後者の場合も家族連れやシングル客などの一般宿泊者の宿泊を拒むことはなく、実際に設備が整っていて安価な宿泊施設として一般客の宿泊も多い。
また、駐車場のない元「○○荘旅館」も一律に「○○モーテル」に改称する例も多いため、これらはモーテルの語源に反することになる。
日本のモーテルのシステムと同様のワンルーム・ワンガレージ式を持ったモーテルは、「ムインテル」と呼ばれ、2010年代以降、全羅南道和順郡を皮切りに、全国の過疎地域を中心に展開されている。日本のモーテルと同様に空室にはシャッターが開けられており、自動車を入庫した後にシャッターを閉め、利用料を払うというものである。韓国では比較的新しめであるため、ほぼ全てが自動精算機であり、管理人との連絡は、精算機横のインターホンでの対応となる。

## ギャラリー

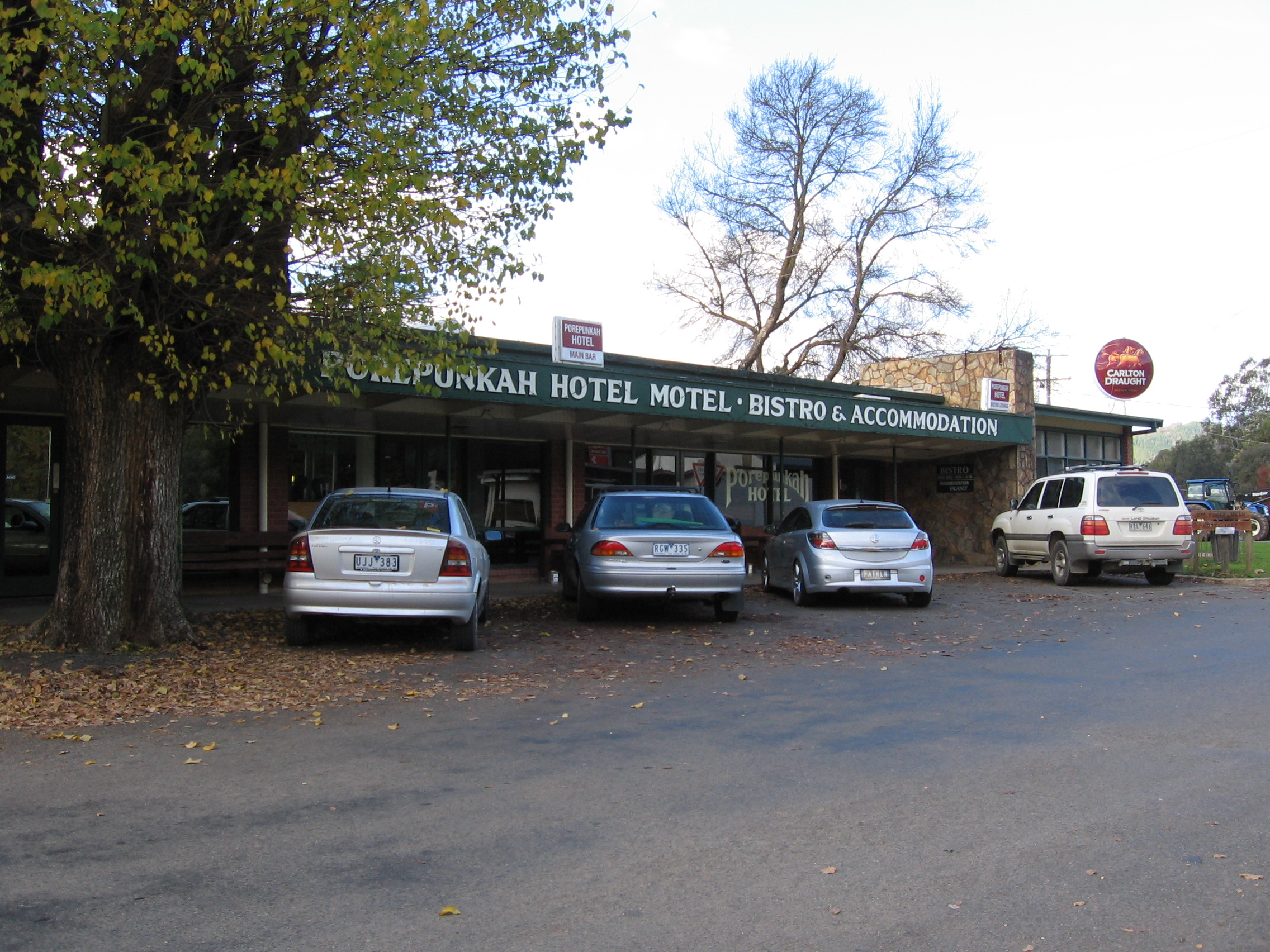
オーストラリアの食堂兼モーテル
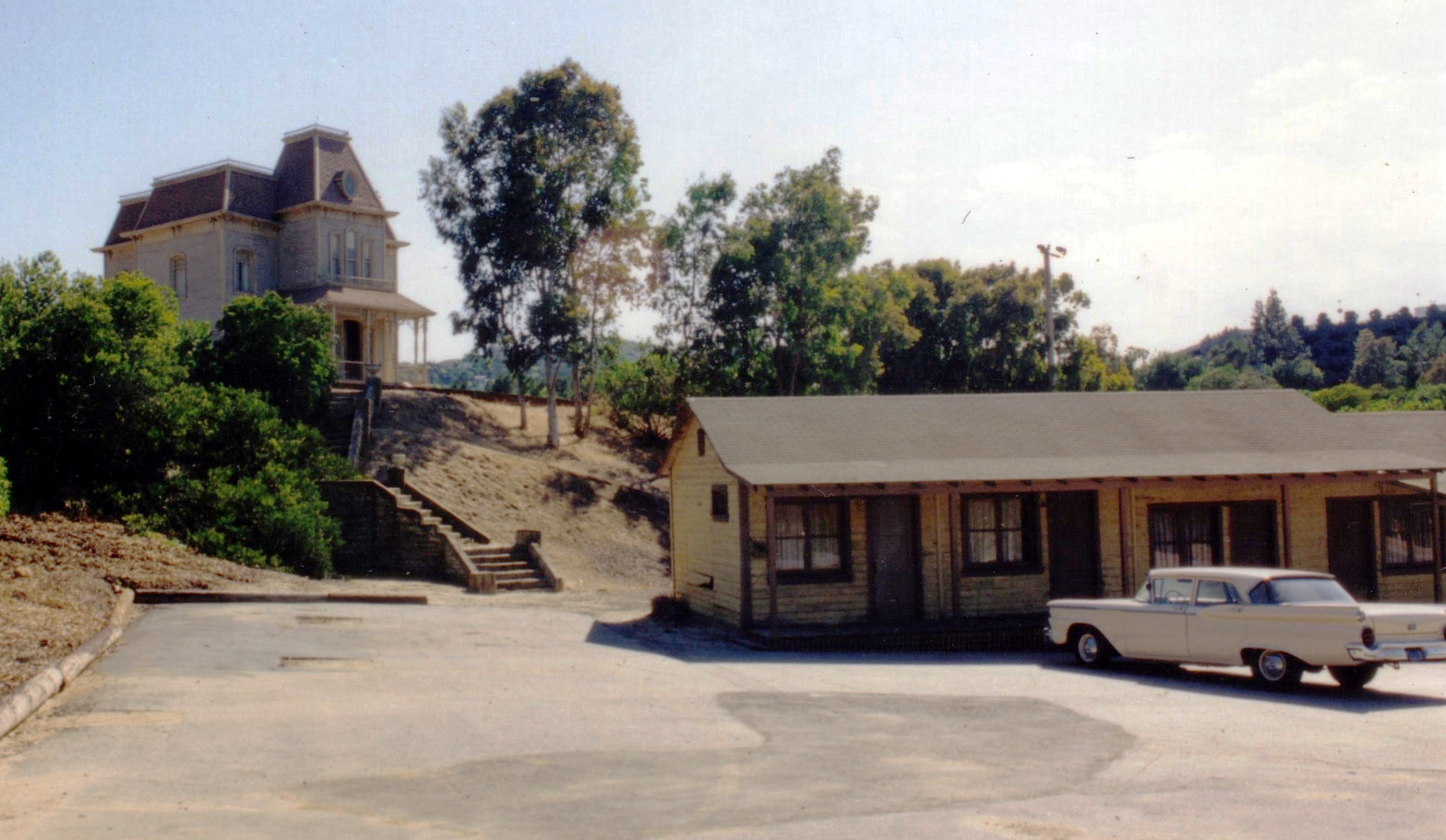
ハリウッドのユニバーサル・スタジオにあるベイツ・モーテルのセット。『サイコ』劇中でノーマン・ベイツが経営していたもの
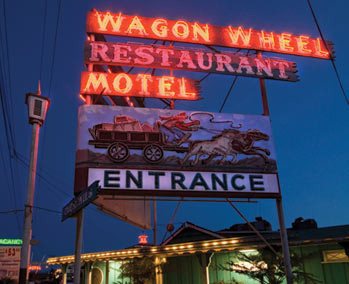
幌馬車が描かれたモーテルのネオンサイン